# Наварх
Нава́рх (др.-греч. ναύαρχος) — командующий флотом в Древней Греции. В классическую эпоху — преимущественно у спартанцев; у афинян флотом командовал один из стратегов, как и командующий сухопутными войсками.
Навархи в Спарте нередко противопоставлялись монархам; над ними был учрежден контроль в виде гражданской коллегии из 3—11 членов, которая могла сменять наварха. Боязнь диктатуры привела к сокращению сроков назначения наварха и другим ограничениям. Термин «навархос» использовался и при Александре Великом (см. Неарх) и последовавших после него эллинистических царствах, но он назначался царём, чем отличался от наварха города-государства.
Само слово не вышло из обихода в греческом языке, но в Византийский период для обозначения командующего императорским флотом использовалось заимствованное из латинского слово друнгарий.

## Наварх в сегодняшнем ВМФ Греции

Флаг Наварха

Самым естественным образом, с началом Греческой революции 1821 года, когда жители греческих островов Идра, Спеце и Псара обратили свои торговые корабли в боевые, термин наварх(ос) употреблялся для командующих соответствующих островов.
После того как Иоанн Каподистрия принял правление Грецией, в ходе реформы армии и флота термин «наварх(ос)» был приведён к аналогии с устоявшимся в других европейских флотах термином адмирал. Для этого пришлось, используя префиксы греческого языка, создать и новые слова. Соответственно командование и звания на флоте были распределены следующим образом:
- Миаулис Андреас-Вокос — наварх(ос) (адмирал).
- Сахтурис, Георгиос — анти-наварх(ос) (греч. αντιναύαρχος, вице-адмирал).
- Константин Канарис — ипо-наварх(ос) (греч. υποναύαρχος, контр-адмирал).

С приходом к власти короля Оттона, высшим званием в королевском флоте стало «анти-навархос» (вице-адмирал), поскольку король был командующим вооружёнными силами.
В сегодняшнем ВМФ Греции высшими званиями также приняты анти-навархос и ипо-навархос. Звание навархос присваивается по совместительству с должностью начальника генерального штаба.